# Christopher Soames
Arthur Christopher John Soames GCMG, GCVO, CH CBE PC (Penn, Anglaterra 1920 - Woodstock 1987) fou un polític anglès que va ser Vicepresident de la Comissió Europea entre els anys 1973 i 1977.

## Biografia
Va néixer el 10 d'octubre de 1920 a la població de Penn, situada al comtat de Buckinghamshire. Fill d'un capità de l'exèrcit i provinent d'una família adinerada, fou assistent militar destinat a París. Es casà l'any 1947 amb Mary Churchill, filla petita del Primer Ministre del Regne Unit Winston Churchill.
El 1978 li fou concedit el títol de "Baró de Soames". Morí el 16 de setembre de 1987 a la seva residència de Woodstock, població situada al comtat d'Oxfordshire a conseqüència d'una pancreatitis.

## Activitat política
Membre del Partit Conservador fou escollit diputat al Parlament d'Anglaterra per la circumscripció de Bedford (Anglaterra) l'any 1950, acta que conservà fins al 1966. L'any 1958 fou nomenat Secretari d'Estat per la Guerra per part del Primer Ministre Harold Macmillan i l'any 1960 Ministre d'Agricultura, Pesca i Alimentació, càrrec que va mantenir sota el govern d'Alec Douglas-Home. L'any 1968 fou nomenat per part de Harold Wilson ambaixador a París, càrrec que va mantenir fins al 1972.
El 1973 abandonà la política nacional per esdevenir Comissari Europeu en la Comissió Ortoli, de la qual fou nomenat Vicepresident i Comissari Europeu de Relacions Exteriors.
L'11 de desembre de 1979 fou nomenat Governador de Rhodèsia del Sud, càrrec que exercí fins al 18 d'abril de 1980, esdevenint l'últim governador d'aquest territori fins a la seva independència.